# 꼬마마법사 레미 포르테
꼬마마법사 레미 포르테(원제 : も~っと！おジャ魔女どれみ 못토 오자마조 도레미[*])은 토에이 애니메이션의 오리지널 애니메이션 시리즈 꼬마마법사 레미의 세 번째 시리즈이다.

## 시리즈 소개
성장을 테마로 한 작품. 2001년 2월 4일부터 2002년 1월 27일에 걸쳐 전50화(4쿨)에 방영되어 2001년 7월 14일에 극장판이 공개되었다. 다음번 예고의 결정 대사는 "케이크에 쿠키! 마법의 레시피, 알려줄게!"오프닝, 아이캐치의 변경은 모두 제31화에서 행해졌다. TV도쿄가 동시간대에 대항 프로그램으로서 '초GALS!고토부키 란'을 투입했지만, 도레미의 시청률에 참패했다.
한편으로 대한민국에서는 MBC에서 직전 시리즈 종영 직후인 2003년 9월 30일 방영이 시작되었고, 이후 투니버스를 통해서도 지속적으로 방영되고 있다.

## 줄거리
하나를 구하기 위해서, 마녀의 증거인 수정구슬을 잃어 다시 단순한 인간이 돼버린 도레미들. 마법계의 아이는 만 1세가 되면 양친과 떼어 놓아 마법계 유치원에 맡기게 한다고 하는 마법계의 규칙에 의해서, 하나와도 떨어지게 돼버렸다.
초등학교 5학년이 된 도레미들은 여왕에 의해서 다시 초보 마법사가 되어, 새롭게 아스카 모모코(나모모)와 마법계의 반대원로들에게 마녀가 되는 것을 인정받기 위해서, 이번에는 과자 만들기로 도전을 하게 된다. 또 반이 갈라져서 새로운 반 아이들이 다수 등장해, 그들이 거느리는 무수한 고민을 모두 해결해준다. 도레미들의 분투도 있어서, 양친도 정기적으로 아이들과 면회를 할 수 있게 된다.
또 하나는 마법계 유치원에서 생활을 보내고 있지만, 시리즈 중반이 되어서 선대 여왕에 의해서 마력의 근원인 야채를 싫어하게 되는 저주에 걸려버린 하나의 저주를 치료하기 위해서 시행 착오를 한다.
도레미들은 최종적으로 모든 원로원에게 마녀가 되는 것을 인정받아 하나의 야채 싫어하는 저주를 완치시키고, 인간계에서 슬픈 추억으로부터 감정을 폭주시키고 있던 선대 여왕을 도우려 했지만 폭주를 멈추게 하여 저주의 숲을 없앴지만, 완전히는 없애지 못하고 선대 여왕을 완전히 구할 수는 없었다. 도레미들은 언젠가 선대 여왕을 구하는 것을 맹세하면서 3기가 끝나게 된다. 그리고 MAHO(마법)당이 과자가게가 된 것으로부터, 작중에 과자레시피가 다수 등장했다.

## 주제가
- 여는 곡〈엉터리마녀로 BAN2 (おジャ魔女でBAN2)〉

노래 : MAHO당 / 작사 : 里乃塚玲央/ 작곡：小杉保夫 / 편곡 : 安井歩
- 닫는 곡〈보물 (たからもの)〉

노래 : 코무로 유이 / 작사,곡 : 茅原万起 / 편곡 : 安井歩
- 극장판 닫는 곡〈여름의 마법 (夏のまほう)〉

노래 : MAHO당 / 작사：柚木美祐 / 작곡 : 池毅 / 편곡 : 信田かずお

## 각 화별 제목
| 화수 | 부제                              | 한국방영부제                  | 방송일           |
| ---- | --------------------------------- | ----------------------------- | ---------------- |
| 1    | 도레미, 폭풍의 신학기!            | 레미의 두근두근 새학기        | 2001년 2월 4일   |
| 2    | 모모코가 울었다!? 피어스의 비밀   | 귀걸이와 모모의 눈물          | 2001년 2월 11일  |
| 3    | 엄청싫어! 하지만 친구가 되고싶어! | 친구가 되고 싶어요!           | 2001년 2월 18일  |
| 4    | 어서오세요, 스위트 하우스에!      | 마법당으로 오세요!            | 2001년 2월 25일  |
| 5    | SOS트리오가 해산!?                | SOS 삼총사 해체!              | 2001년 3월 4일   |
| 6    | 도전! 첫 파티시에 시험            | 도전! 첫 번째 파티시에 시험   | 2001년 3월 11일  |
| 7    | 어서와! 하나야                    | 잘왔어 하나야                 | 2001년 3월 18일  |
| 8    | 친구라는 게, 뭐~야?               | 진정한 친구란 뭘까?           | 2001년 3월 25일  |
| 9    | 하즈키와 마사루의 보물            |                               | 2001년 4월 1일   |
| 10   | 어른 같은 거되고 싶지 않아!       |                               | 2001년 4월 8일   |
| 11   | 선생님이 멈추지 않아!!            | 선생님 힘내세요!              | 2001년 4월 15일  |
| 12   | 코타케vs귀신코치이가라시          | 땡구와 호랑이 코치            | 2001년 4월 22일  |
| 13   | 꿈의 배에 타고 싶어!              |                               | 2001년 4월 29일  |
| 14   | 모모코의 해피 버스데이            | 모모의 생일파티               | 2001년 5월 6일   |
| 15   | 예쁜 엄마가 좋아? 싫어?           |                               | 2001년 5월 13일  |
| 16   | 맛있는 것만으로는, 안돼!?         | 맛보다 더 중요한 것?          | 2001년 5월 20일  |
| 17   | 인연의 라이벌!! 하루카제와 타마키 | 운명의 라이벌 또미와 혜수     | 2001년 5월 27일  |
| 18   | 밀착! 차일드의 하루               | 체험! 스타의 하루             | 2001년 6월 3일   |
| 19   | 싸움만 하는 닮은 부자             | 티격태격! 붕어빵 부자         | 2001년 6월 10일  |
| 20   | 처음 만난 반 친구                 | 지우야! 학교에 가자           | 2001년 6월 24일  |
| 21   | 마법의 근원이 없어져버려!!        | 마법 파우더가 없어!           | 2001년 7월 1일   |
| 22   | 폿프가 언니??                     | 언니가 된 또미                | 2001년 7월 8일   |
| 23   | 물가의 대합                       | 바다가 가르쳐 준 것           | 2001년 7월 15일  |
| 24   | 음악클럽에서 록큰롤!?             | 모두 다 함께 록큰롤!          | 2001년 7월 22일  |
| 25   | 혼자만의 여름방학                 | 혼자만의 여름방학             | 2001년 7월 29일  |
| 26   | 마음이여 전해져라! 아이코오사카에 | 엄마를 만나러 간 사랑이       | 2001년 8월 5일   |
| 27   | 심술쟁이 시험을 잘라내라!         | 뒤죽박죽 또미의 마법사 시험   | 2001년 8월 12일  |
| 28   | 마녀 유치원, 위험이 가득!         | 마법계유치원의 위기           | 2001년 8월 19일  |
| 29   | 공포! 우물 유령의 저주            |                               | 2001년 8월 26일  |
| 30   | 환상의 레시피를 주세요!           | 마조 록산느의 일기            | 2001년 9월 2일   |
| 31   | 고쳐보일게요! 야채기피증          | 하나에게 야채를 먹여라!       | 2001년 9월 9일   |
| 32   | 모모코의 엄마수행                 | 모모의 엄마 수업              | 2001년 9월 16일  |
| 33   | 천하무적!? 엉터리같은 도우미      |                               | 2001년 9월 23일  |
| 34   | 되살아나라! 전설의 과자           | 전설의 과자여, 되살아나라!    | 2001년 9월 30일  |
| 35   | 타마키, 천하를 얻다!?             | 옥수, 천하를 얻다!?           | 2001년 10월 7일  |
| 36   | 하즈키의 맛있는 아이디어          | 메이의 맛있는 아이디어!       | 2001년 10월 14일 |
| 37   | 요정이라도 쉬고 싶어!!            | 요정들도 쉬고 싶다!           | 2001년 10월 21일 |
| 38   | 학교에 가고 싶어!                 | 학교에 갈꺼야!                | 2001년 10월 28일 |
| 39   | 학예회! 주역은 누~구?             | 신나는 학예회, 주인공은 누구? | 2001년 11월 11일 |
| 40   | 하나, 고구마를 캐다!              |                               | 2001년 11월 18일 |
| 41   | 마녀개구리마을 일으키기           |                               | 2001년 11월 25일 |
| 42   | 두근두근! 쌍둥이의 신기한 마법    | 쌍둥이 남매의 신기한 마법     | 2001년 12월 2일  |
| 43   | 엉터리마녀는 바다를 건너서        | 미국으로 간 꼬마 마법사들     | 2001년 12월 9일  |
| 44   | 아이짱이 돌아가버려!?             | 가지마 사랑아!                | 2001년 12월 16일 |
| 45   | 모두함께! 메리크리스마스          | 다같이 메리 크리스마스~       | 2001년 12월 23일 |
| 46   | 엉망진창 마법망년회               |                               | 2001년 12월 30일 |
| 47   | 하나의 대모험                     | 하나의 대모험                 | 2002년 1월 6일   |
| 48   | 단서 제로! 마지막 시험            | 마지막 파티시에 시험          | 2002년 1월 13일  |
| 49   | 눈을 떠! 조종당한 모모코          | 눈을 떠! 마법에 걸린 모모     | 2002년 1월 20일  |
| 50   | 안녕 견습마녀                     | 초보마법사여 안녕~            | 2002년 1월 27일  |

☆은 대한민국에서 미방영된 편의 표시이다. 아래는 아이코닉스에 나온 설명.
9화〈하즈키와 마사루의 보물〉기모노, 다도 등 일본 문화
10화〈어른따위 되고싶지 않아〉사춘기 성장 소재 등장
13화〈꿈의 배에 타고 싶어!〉원인 불명. 주 배경인 차이나 타운은 대한민국의 인천과 부산에도 있다.
14화〈모모코의 해피 버스데이〉에서 영상편지 중에 일부 미방영
15화〈예쁨 엄마는 좋아? 싫어?〉술을 파는 곳이 배경이므로 미방영
29화〈공포! 우물 유령의 저주〉일본 절
33화〈천하무적?! 오쟈마검사〉일본식 검도복 및 기모노가 등장
40화〈하나, 고구마를 캐다!〉일본식 복장을 한 농촌 아낙네들이 등장
41화〈마녀개구리 마을의 과자!〉일본식 온천 등 일본 및 기모노 등장
46화〈엉망진창 마법망년회〉일본 문화 등장

## 교통안전 테마비디오
- 엉터리마녀 도레미의 교통 안전

각본：大和屋暁
연출：岩井隆央
작화감독：青山充(아오야마 미츠루)
- 엉터리마녀 도레미의 자전거 안전교실

각본：大和屋暁
연출：岩井隆央
작화감독: なかじまちゅうじ(나카지마츄우지)

## 개구리돌의 비밀

### 스토리
도레미의 친가가 살고있는 히다 고산을 방문해, 현지의 전설 '개구리돌'에 관련된 이상한 사건에 휘말리게 된다. 간접적이기는 하지만 본작품의 내용의 일부가 TV본편 제4기38화에 인계되어 그외에OVA제3화에서도 회상 씬으로서 등장한다.
2001년 7월 14일에 토에이 애니메이션 페어의 일환으로 공개되었다.

### 제작스탭
- 제작 - 세키히로미
- 각본 - 쿠리야마 미도리
- 음악 - 오쿠 케이이치
- 미술 - 行信三
- 작화감독 - 馬越嘉彦(우마코시 요시히코)
- 감독 - 야마우치 시게야스

## CD/CD드라마
마베라스엔터테이번트 발매
OP/ED테마 엉터리마녀로BAN2/보물 (싱글)
2001여름토에이애니메이션페어 좀~더! 엉터리마녀 도레미 개구리바위의 비밀 여름의 마법/개구리가 한번 울면 (싱글)
엉터리마녀 BAN2 CD 클럽
1 엉터리마녀 뉴BGM컬렉션!!
2 좀~더! 엉터리마녀 엉터리마녀 스위~트송컬렉션!!
3 엉터리마녀 뮤지컬 보컬 컬렉션!!
4 엉터리마녀 파자마 뮤직토크!!
5 캐릭터 미니앨범 (1) ~하루카제 도레미~
6 캐릭터 미니앨범 (2) ~세가와 온푸~
7 캐릭터 미니앨범 (3) ~아스카 모모코~
8 캐릭터 미니앨범 (4) ~세노오 아이코~
9 캐릭터 미니앨범 (5) ~후지와라 하즈키~
10 MAHO당 엉터리마녀 BAN2 크리스마스 파티!!
그11 엉터리마녀BAN2커튼콜!!

꼬마마법사 레미 포르테 MEMORIAL CD BOX (4매 세트)

## 코믹
다카나시 시즈에에 의해 만화판은 코단샤 월간지 나카요시에 연재되었다(전 6권). 하나가 안나오고, 천계에 사는 천사인 보오가 등장하는 둥 스토리는 애니판과 다르다.
전 6권이라고 했지만, 좀~더! 엉터리마녀 도레미1권 발매로 끝났다. 3기의 제목과 같아서 처음 보는 사람은 이것을 3기의 내용과 착오를 하나, 다른 세계관을 가지고 있다.
- 좀~더! 엉터리마녀 도레미

1권 ISBN 4063345025